# Villa Boschetto Ricci
La Villa Boschetto Ricci, chiamata anche Villa Ricci o Villa Ciccolini, è una villa suburbana nobiliare costruita tra la fine del XVI secolo e la prima metà del secolo successivo. Si trova nella provincia di Macerata (nella frazione di Sforzacosta del comune di Macerata), nella regione Marche.

## Storia
Nel 1584 i marchesi Ricci ereditarono le terre del "Boschetto" dal capitano Francesco de Vico e fecero costruire il nucleo originario della Villa. Nel 1667 venne edificata, sempre su commissione dei Ricci, la chiesa annessa alla villa e dedicata alla Madonna della Misericordia. Tra la fine del secolo XVIII e l'inizio del successivo venne apportata una profonda ristrutturazione in stile neoclassico, che restituisce l'aspetto della villa così come appare oggi.
Nel 1861 la villa fu visitata da Massimo d'Azeglio, la cui figlia Alessandrina aveva sposato Matteo Ricci Petrocchini. I due sposi abitavano già la villa dal 1856 ed è nella Chiesetta adiacente che insiste la tomba di famiglia. Nel 2 giugno 1933 la villa fu ceduta a Teodoro Ciccolini dalla madre Carolina Ricci Petrocchini che nel 1898 aveva sposato Claudio Sesto Ciccolini Silenzi. 
Alla morte di Teodoro Ciccolini, avvenuta nel 1947, la villa passò in eredità al Gran Magistero del Sovrano di Malta (Sovrano Militare Ordine di Malta), di cui Teodoro faceva parte. La sorella Isabella ne divenne usufruttuaria.